# الفيل الأزرق (فلم)
الفيل الأزرق هو فيلم دراما وغموض مصري صدر سنة 2014، من إخراج مروان حامد، وكتابة أحمد مراد. الفيلم مأخوذ من رواية الفيل الأزرق لأحمد مراد والتي حققت أعلى مبيعات عام 2013، الفيلم من بطولة كريم عبد العزيز، وخالد الصاوي، ونيللي كريم، ودارين حداد. يتحدث الفيلم عن طبيب نفسي يدعى يحيى راشد يخرج من العزلة عن غير قصد بعد خمس سنوات، لاستئناف خدمته في مستشفى العباسية للأمراض النفسية، حيث يتولى تقييم الصحة العقلية للمتهمين جنائيًا. سنة 2019، أُنتجت تتمة للفيلم بعنوان الفيل الأزرق 2.
رغم ذلك يرى المؤرخ محمود قاسم أن قصة الفيلم مأخوذة من الفيلم النيوزيلندي الوشام الصادر عام 2007.
بحسب كاتب الرواية العربية أحمد مراد، يحمل الكتاب والفيلم نهايتين مختلفتين. اقترح المخرج مروان حامد إجراء تغيير في المشهد الختامي للفيلم للسماح للفيلم بالتكيف وإرضاء جمهور كبير.
تلقى الفيلم تقييمات متباينة، وحقّق نجاحًا ملحوظًا في شباك التذاكر المصري خلال فترة عيد الفطر. نجح الفيلم في جذب أنظار الجماهير في جميع أنحاء المنطقة العربية، وحقّق ما يصل إلى 30 مليون جنيه مصري، أي ما يقرب من 4.2 مليون دولار أمريكي.

## القصة
يرصد الفيلم حياة طبيب نفسي يُدعى يحيى راشد (كريم عبد العزيز). يحيى طبيبٌ من نوعٍ خاصٍ مر بعدة مشاكل في حياته المهنية والشخصية، فبعد غيابه عن العمل لمدة 5 سنوات يعود من جديد للعمل بمستشفى العباسية. يقرر يحيى العودة للعمل بجعبة جديدة والبدء من جديد، حين يُطلب منه كتابة تقريرٍ عن مريضٍ نفسي، ينصدم عندما يعلم أن هذا المريض هو صديقه القديم الدكتور شريف ماهر الكردي (خالد الصاوي). تتعقد الأحداث لتكشف لنا عن أسرارٍ مثيرة تتعلق بأبطال العمل ولتُزيح الستار عن جبلٍ من الغموض.
بعد عُزلته الاختيارية يستأنف د. يحيى راشد إبراهيم عمله في المستشفى حيث يجد في انتظاره مفاجأة، ففي «8 غرب»، القسم الذي يقرر مصير مُرتكبي الجرائم، يُقابل صديقاً قديماً هو الدكتور شريف الكردي (خالد الصاوي) الذي يحمل إلى "يحيى" ماضياً جاهد طويلاً لينساه لأنه شقيق حبيبته القديمة "لبنى ماهر الكردي" (نيللي كريم) التي تتزوج من رجل يكبرها سنًا وتنجب منه. تعصف المفاجأت بيحيى وتنقلب حياته رأساً على عقب، ليدخل في محاولة لاكتشاف حقيقة صديقه، وفي رحلةٌ مثيرة لاكتشاف نفسه أو ما تبقى منها.
الفيلم المقتبس عن رواية «الفيل الأزرق» يجمع بمهارة خرافتين شعبيتين إحداهما قديمة والأخرى حديثة، الأولى تروى من خلال شخصية الدكتور شريف الكردي الذي يتزوج من امرأة يعشقها كثيراً، ولكنه لا ينجب منها، لأنه يعاني من فتور في علاقاته الحميمية مع زوجته التي تتجه إلى امرأة شابة تتعاطى السحر من خلال محل لرسم الأوشام. ولعلاج فتور العلاقات الزوجية، تقوم هذه الساحرة عادة برسم وشم على فخذ المرأة من الداخل وعمل تعويذة ووضعها في فم كلب وحبسه في الحمام لمدة أسبوع ثم قتله بالسمّ، وهو ما لم يحصل مع زوجة الدكتور "شريف" إذ وجدت الساحرة الكلب ميتاً في الحمام فاعتقدت أن السحر بطل مفعوله. ولكن الشيطان "نائل" الذي تلبس جسد الدكتور "شريف"، بعد أن مارس الجنس مع زوجته من خلال جسد "شريف" وأدّى إلى حملها، استوطن الجسد ولم يخرج منه مما أدى إلى نمو وشم على رأس الدكتور "شريف" ورقبته وذراعيه. في كل مرة كان "شريف" يستفيق فيها كان يشعر بالشك الشديد أن رجلاً آخر كان يطارح زوجته الغرام وأن الجنين في أحشائها ليس ابنه. يتشاجر الدكتور "شريف" مع زوجته ويطردها من البيت، ثم يتصل بها ويعتذر منها طالبا منها العودة للبيت، وحين تصل يفتح لها الباب عارياً، ثم يضربها ويعذبها حتى تسقط الجنين، وفي النهاية يقتلها. خلال لحظات الصحو التي كان يمر بها "شريف" كان يرسل رسائل إلى صديقه "يحيى" ستكون هي الدليل الذي يقوده لحل قضيته.
الخرافة الثانية يعيشها الدكتور "يحيى" الذي يحاول حثّ صديقه القديم "شريف" على الإفصاح عن أسباب قتله لزوجته بعد أن يلتقيه كحالة مرضية في المستشفى بعد أن يُطلب إليه كتابة تقرير حول صحة إصابة شريف بمرض نفسي أم لا. يبدو شريف في لحظات صامتاً جدًا وفي لحظات أخرى ينقلب لشخص آخر أكثر جرأة وتحدياً ليحيى، وكأنهما شخصيتان مختلفتان. تتصل لبنى شقيقة شريف مع يحيى وتطلب مقابلته في أسرع وقت وتحدثه عن التغيرات الأخيرة التي طرأت على شخصية أخيها وحياته مع زوجته من خلال ما كانت ترويه الزوجة لها. يعتقد يحيى أن صديقه شريف مصاب بمرض انفصام الشخصية (الشيزوفرينيا) لكنه يتفاجأ من قدرة شريف، حين ينقلب للشخصية الجريئة التي كانت تسمي نفسها «نائل»، على تحليل شخصية يحيى وقراءة أفكاره ومشاعره تجاه أخته لبنى، ويعلمه أن محاولة حل قضيته ليست إلا رغبة منه في إرضاء «لبنى» حبه القديم. وما يضع يحيى في حالة ذهول أكثر هو اطّلاع شريف على أمور غيبية تحصل له مثل: انتظار لبنى خارج المستشفى للاتصال بأخيها، والاتصالات الهاتفية التي كان يجريها مع يحيى رغم منع الهواتف داخل المستشفى.
في أثناء محاولت دكتور يحيي حل قضية "شريف" يزور "يحيى' إمرأة شابة "خديجة" أو "ديجا" كما تسمي نفسها (شيرين رضا) والتي تشتهر برسم الأوشام وخبرتها فيها، وحين يعرض عليها صور للأوشام التي على جسد "شريف" تبين له أن هذا النوع لا يمكن عمله محليا بل يحتاج لآلات دقيقة، وربما تم إنجاز هذا الوشم خارج مصر، في حين أنها الساحرة التي قامت برسم الوشم الذي يحمل التعويذة السحرية لزوجه "شريف" ولكنها تحاول اخفاء المعلومة عن دكتور "يحيى" حتي لا يكتشف أن لها علاقه بجريمه قتل "شريف" لزوجته وأن التعويذة هي السبب ولكن دكتور "يحيي" سيكتشف ذلك في النهاية.
في حياته الخاصة يفضل "يحيى" تعاطي المخدرات وممارسة الجنس مع صديقته اللبنانية "مايا" (دارين حداد) التي تزوره ذات يوم وهو منهمك بحل قضيته لتعرض عليه نوعاً جديداً من المخدر يسمى (الفيل الأزرق)دي أم تي (DMT)، وتحاول أن تنقل له صورة شعبية متداولة تقول إن الفيل الأزرق ينقل متعاطيه لعالم الأموات فيرى ما يحدث هناك. يتناول "يحيى" حبة وينتقل لعالم يرى فيه شريف مرتبطا بقصة تاريخية تشبه قصص ألف ليلة وليلة حول تاجر له نفس الوشم على جسد الدكتور شريف الكردي، يطعن التاجر زوجته الحامل التي تحمل وشما على فخذها أيضا، فيشعر بالندم ويحاول قطع ذراعه. يستيقظ "يحيى" من حلمه ليجد "مايا" مضروبة ومختبئة وخائفة منه، تشتمه وتهرب وتتعرض لحادث سير تموت على إثره. يعاود "يحيى" زيارة صديقه الذي ينقل للمستشفى إثر إصابته بجرح عميق داخل الحمام، فيجد أن شخصية الدكتور تعود حين يتم ضربه بالكهرباء، فيصحو "شريف" ويطلب من "يحيى" أن يبحث عن القميص. يذهب "يحيى" لمنزل "شريف" المعروض للبيع بحجة رغبته في شراء البيت ويدخل إلى غرفة النوم ويطلب من الرجل صاحب الشقة أن يحضر له كأس ماء، فيبحث في الخزانة عن القميص فلا يجده، يدخل الحمام وحين يحاول ضخ الحمام خلفه يكتشف أن القميص مخبأ خلف مضخة الماء.
بعد عدة أيام يعاود "يحيى" تناول حبة ثانية من الفيل الأزرق ليعاود السفر عبر متاهات فرعونية وسحرية ليكشف المزيد حول قضية "شريف"، ويرى صوراً عن القميص المسحور الذي يحمل رموزا خاصة كان يكتبها "شريف" دائمًا على حائط المستشفى. يعود "يحيى" إلى محل المرأة التي ترسم الأوشام ويهددها لتكشف له عن السحر الذي عملته لزوجة "شريف" والذي انقلب إلى نتائج غير متوقعة، فتعترف له بالحقيقة كاملة. يبحث "يحيى" في أمر القميص والأوراق التي أرسلت له بالبريد، وهي الأوراق التي أرسلها شريف في لحظات استيقاظه. ينتهي الفيلم بدخول "يحيى" غرفة شريف ليتحدث مع الشيطان "نائل" ثم يرسم على كل الجدران تميمة خاصة تحرق الشيطان ويخرج من جسد "شريف" ويختفي الوشم.

## طاقم التمثيل

### بطولة
| - كريم عبد العزيز: دكتور يحيي - خالد الصاوي: شريف الكردي - نائل-المأمون - نيللي كريم: لبنى - لبلبة: د.صفاء - شيرين رضا ديجا | - محمد ممدوح: د.سامح زيدان - دارين حداد: مايا - جميل برسوم: سيد الترزي - ياسر علي ماهر: د.كيلانى | - محمد شاهين: شاكر - فراس سعيد: عوني - محمد أبو الوفا: محسن الممرض |

### بالاشتراك مع
| - اشرف الغنام: ممرض 8 غرب - خالد كمال: د. صلاح رجائي - محمد عبد العظيم: سائق التاكسي - محمد فاروق شيبا: فوكس - محمد كمال: مولى مساعد ديجا - ناجي الشوربجي: ضابط 8 غرب | - شيماء محمود: زوجة المأمون - فكرى سليم: والد بسمة - محمد جمال: مريض 8 غرب - أمل أبو رجيلة: الدكاكة - سحر عبد الحميد: مرفت رئيسة التمريض - محمد شيرين: د. اللجنة | - حازم حسن: د. اللجنة - جلال سعيد: د. اللجنة - شريف عبد الحميد: طبيب عين شمس - ايفان مدني: جليسة أطفال - دعاء سعد: صديقة مايا - ياسين فتحي: مريض 8 غرب | - صميدة عبد الحميد: مريض 8 غرب - حنان جلال: طبيبة - مرام الجيلي: نيجوزي - أسامة حسين: بواب المستشفى - محمد علي: عسكري 8 غرب - درويش فله: مريض 8 غرب | - ايمان سالم: شيماء ممرضة 8 غرب - فايزة عبد المجيد: أم شيماء - دينا محمد: نرمين - نبا سميح: بنت لبني - شريف الخيام - جلال العشري: (قتل والديه وحرقهم) |

## الإطلاق
بفضل الدعم من:
1. الشروق للإنتاج الإعلامي.
2. الباتروس للإنتاج الفني والتوزيع.
3. أفلام لايت هاوس.[7] تم إنتاج الفيلم بنجاح. كما ساهمت شركات الإنتاج الثلاث مع العربية للإنتاج والتوزيع السينمائي للمساعدة في توزيع الفيلم في جميع أنحاء العالم.

صدر الفيلم لأول مرة في 28 يوليو 2014 في مصر.[بحاجة لمصدر] الذي وافق عيد الفطر.   بعد شهر في 14 أغسطس 2014، كان الفيلم متاحًا للمشاهدين في دول مثل (الإمارات العربية المتحدة والكويت والبحرين).

## المهرجانات السينمائية والجوائز
- الدورة 14 للمهرجان الدولي للفيلم بمراكش، من 5 إلى 13 ديسمبر 2014[9][10]
- الجائزة العالمية للرواية العربية، 10 فبراير 2014[11][12]